# Campionati del mondo di ciclismo su strada 2021 - Gara in linea femminile Junior
La gara in linea femminile Junior dei Campionati del mondo di ciclismo su strada 2021 si svolse il 25 settembre 2021 in Belgio, con partenza ed arrivo a Lovanio, su un percorso di 75,2 km. L'oro fu appannaggio della britannica Zoe Bäckstedt con il tempo di 1h55'33" a 39,048 km/h di media, l'argento della statunitense Kaia Schmid ed il bronzo della tedesca Linda Riedmann. 
Delle 112 cicliste alla partenza, 94 arrivarono al traguardo.

## Squadre partecipanti
| N.    | Cod. | Squadra           |
| ----- | ---- | ----------------- |
| 1-4   | USA  | Stati Uniti       |
| 5-9   | NED  | Paesi Bassi       |
| 10-14 | DEU  | Germania          |
| 15-16 | FIN  | Finlandia         |
| 17-21 | FRA  | Francia           |
| 22-25 | GBR  | Gran Bretagna     |
| 26-30 | ITA  | Italia            |
| 31-33 | CZE  | Rep. Ceca         |
| 34-37 | RCF  | Federazione Russa |
| 38-41 | ESP  | Spagna            |
| 42-45 | SUI  | Svizzera          |
| 46-49 | BEL  | Belgio            |
| 50-53 | RSA  | Sudafrica         |
| 54-57 | CAN  | Canada            |
| 59-60 | POR  | Portogallo        |
| 63-66 | EST  | Estonia           |
| 67-68 | NOR  | Norvegia          |
| 69-70 | SWE  | Svezia            |

| N.      | Cod. | Squadra     |
| ------- | ---- | ----------- |
| 73-74   | LTU  | Lituania    |
| 75-77   | LAT  | Lettonia    |
| 78-79   | AUT  | Austria     |
| 81      | SLV  | El Salvador |
| 82-84   | SLO  | Slovenia    |
| 85-88   | KAZ  | Kazakistan  |
| 89      | ECU  | Ecuador     |
| 90-93   | POL  | Polonia     |
| 94-97   | DNK  | Danimarca   |
| 98-99   | IRL  | Irlanda     |
| 100     | BUL  | Bulgaria    |
| 101     | CYP  | Cipro       |
| 102     | CRI  | Costa Rica  |
| 103-105 | MEX  | Messico     |
| 106-108 | UZB  | Uzbekistan  |
| 109-112 | COL  | Colombia    |
| 113-115 | UKR  | Ucraina     |
| 116     | LUX  | Lussemburgo |

## Ordine d'arrivo (Top 10)
| Pos. | Corridore          | Squadra     | Tempo    |
| ---- | ------------------ | ----------- | -------- |
| 1    | Zoe Bäckstedt      | G. Bretagna | 1h55'33" |
| 2    | Kaia Schmid        | Stati Uniti | s.t.     |
| 3    | Linda Riedmann     | Germania    | a 57"    |
| 4    | Elise Uijen        | Paesi Bassi | s.t.     |
| 5    | Makayla MacPherson | Stati Uniti | s.t.     |
| 6    | Millie Couzens     | G. Bretagna | s.t.     |
| 7    | Marith Vanhove     | Belgio      | s.t.     |
| 8    | Eglantine Rayer    | Francia     | s.t.     |
| 9    | Eleonora Ciabocco  | Italia      | s.t.     |
| 10   | Mijntje Geurts     | Paesi Bassi | s.t.     |